# Gages (Brugelette)
Pour les articles homonymes, voir Gages.
Gages (en picard Gâch) est un village du Hainaut septentrional, en Belgique. Administrativement il fait partie de la commune de Brugelette située en Région wallonne dans la province de Hainaut. C'était une commune à part entière avant la fusion des communes de 1977.

## Géographie

### Paysage
La localité est vallonnée et composée d'un village entouré de champs. Ces champs sont principalement des champs de maïs et de betteraves. Ce caractère vallonné est produit par la Dendrelette (ou 'Rieu de Gages') affluent de la Dendre orientale, qui traverse le village.  L'agriculture reste l'activité principale des habitants.

## Évolution démographique
- Sources : INS, Rem. : 1831 jusqu'en 1970 = recensements, 1976 = nombre d'habitants au 31 décembre.

## Économie

### Activités
On y pratique également la chasse. Des faisans sont capturés et maintenus en captivité dans un champ jusqu'à la saison de la chasse. Les faisans serviront alors de gibier pour les chasseurs.